# Мельков Юрій Дмитрович
Юрій Дмитрович Мельков (19 липня 1921, селище Стара Ляля, тепер Новолялинського міського округу Свердловської області, Російська Федерація — 24 квітня 2003, місто Москва) — радянський державний діяч, 2-й секретар ЦК КП Молдавії, 1-й секретар Молотовського (Пермського) обкому ВЛКСМ. Член Бюро ЦК КП Молдавії в 1967—1973 роках. Кандидат у члени ЦК КПРС у 1971—1976 роках. Депутат Верховної ради Молдавської РСР 7—8-го скликань. Депутат Верховної Ради СРСР 8-го скликання.

## Життєпис
Народився в родині службовця. Батько працював у лісовому господарстві, мати була домогосподаркою.
У 1938 році Юрій Мельков вступив до комсомолу.
У 1939 році закінчив із золотою медаллю середню школу міста Краснокамська Пермської області і вступив до Московського педагогічний інститут імені Карла Лібкнехта. У листопаді 1939 року з першого курсу інституту був призваний на строкову службу в Червону армію.
У 1939—1946 роках — у Червоній армії. У складі частин Ленінградського військового округу взяв участь у радянсько-фінській війні. Після закінчення бойових дій з 1940 року проходив службу в частинах 2-го корпусу військ протиповітряної оборони (ППО) Ленінградського військового округу, дислокованого в Ленінграді.
Учасник німецько-радянської війни з червня 1941 року. Служив командиром розрахунку звукопеленгатора окремого прожекторного батальйону 189-го зенітного артилерійського полку Ленінградської армії ППО Північного (з вересня 1941 року — Ленінградського) фронту. Після закінчення короткострокових курсів при штабі корпусу служив командиром взводу.
Член ВКП(б) з 1944 року.
У 1946—1950 роках — студент історичного відділення історико-філологічного факультету Молотовського (Пермського) державного університету імені Горького. З 1948 по 1949 рік обирався секретарем комітету ВЛКСМ Молотовського державного університету. У 1950 році працював асистеном кафедри історії народів СРСР Молотовського державного університету імені Горького.
У 1950—1954 роках — секретар, 1-й секретар Молотовського обласного комітету ВЛКСМ.
У 1954—1956 роках — секретар Молотовського міського комітету КПРС.
У 1956—1958 роках — слухач Вищої партійної школи при ЦК КПРС.
У 1958—1962 роках — інструктор відділу партійних органів ЦК КПРС. У 1962—1963 роках — інспектор ЦК КПРС. У 1963—1967 роках — завідувач сектора відділу організаційно-партійної роботи ЦК КПСС.
13 лютого 1967 — 19 грудня 1973 року — 2-й секретар ЦК КП Молдавії.
У 1973—1976 роках — 1-й заступник завідувача відділу ЦК КПРС по роботі із закордонними кадрами і виїздів за кордон.
У 1976 — 29 січня 1988 року — 1-й заступник голови Комітету народного контролю СРСР; заступник голови Комітету народного контролю Російської РФСР.
З 1988 року — персональний пенсіонер союзного значення в Москві.
Помер 24 квітня 2003 року в Москві.

## Військове звання
- молодший лейтенант

## Нагороди
- орден Жовтневої Революції
- два ордени Трудового Червоного Прапора
- орден Вітчизняної війни ІІ ст. (1985)
- орден Червоної Зірки (1944)
- орден Дружби народів
- медаль «За оборону Ленінграда» (1942)
- медаль «За перемогу над Німеччиною у Великій Вітчизняній війні 1941—1945 рр.»
- медалі